# Ланцо д'Интелви
Ланцо д'Интелви (итал. Lanzo d'Intelvi) је насеље у Италији у округу Комо, региону Ломбардија.
Према процени из 2011. у насељу је живело 1340 становника. Насеље се налази на надморској висини од 893 м.

## Становништво
| 1936. | 1951. | 1961. | 1971. | 1981. | 1991. | 2001. | 2011. |
| ----- | ----- | ----- | ----- | ----- | ----- | ----- | ----- |
| 1.484 | 1.460 | 1.459 | 1.499 | 1.457 | 1.362 | 1.304 | 1.420 |